# 레오크라테스
레오크라테스(Leocrates)는 스트로이보스의 아들로, 제1차 펠로폰네소스 전쟁에서 두각을 드러낸 고대 아테나이의 장군이다. 그는 전통적으로 아테나이의 해군 경쟁자였던 아이기나섬을 정복하도록 아테나이 군을 이끌었다.
기원전 458년, 레오크라테스는 대규모의 아테나이 함대를 이끌고 아이기나 근처의 사로니코스 만에서 아이기나의 함대와 교전을 치렀다. 아이기나의 배들을 70척이나 나포하고, 침몰시킨 해전을 치른 후, 레오크라테스는 아테나이군을 이끌고 해변으로 침공하여 아이기나를 포위한다. 아이기나는 결국 아테나이에 항복을 하고, 아테나이의 속국이 되었다.